# Плудім
Плудім (біл. Плудзім) — пасажирський залізничний зупинний пункт Гомельського відділення Білоруської залізниці на електрифікованій лінії Жлобин — Калинковичі між станціями Останковичі та Холодники. Розташований за 5,8 км на північний захід від села Карповичі Світлогорського району Гомельської області.